# Мунчелу-де-Сус
Мунчелу-де-Сус (рум. Muncelu de Sus) — село у повіті Ясси в Румунії. Входить до складу комуни Могошешть-Сірет.
Село розташоване на відстані 302 км на північ від Бухареста, 64 км на захід від Ясс.

## Населення
За даними перепису населення 2002 року у селі проживала 2291 особа, усі — румуни. Усі жителі села рідною мовою назвали румунську.